# Дуэк, Кэрол
Кэрол С. Двек (англ. Carol S. Dweck; род. 17 октября 1946 года) — американский психолог. Член НАН США (2012), профессор Стэнфордского университета. Одна из ведущих мировых экспертов в области мотивации, известна своей работой «Гибкое сознание. Новый взгляд на психологию развития взрослых и детей». Её научная монография была признана книгой года Мировой федерацией образования. Она окончила Колледж Барнарда в 1967 году и получила степень доктора философии Йельского университета в 1972 году. Преподавала в Колумбийском университете, Гарвардском университете и Университете штата Иллинойс, а затем в 2004 году присоединилась к Стэнфордскому факультету.

## «Гибкое сознание»
Главные научные интересы Кэрол С. Дуэк — мотивация, личность и её развитие. Она преподает курсы по личностному и социальному развитию, а также по мотивации. Её ключевой вклад в социальную психологию связан с неявными теориями интеллекта, представленные в книге 2006 года «Mindset: новая психология успеха». По словам Кэрол С. Дуэк, индивидуумы могут быть помещены в среду в соответствии с их неявными взглядами на то, откуда появилась способность. Одни считают, что их успех основан на врожденных способностях (фиксированное мышление). Другие считают, что их успех это результат тяжелой работы, обучения, еще раз обучения и упорства (гибкое мышление, мышление на рост). Индивидуумы могут не осознавать свое собственное мышление, но их мышление можно различить по их поведению. Это особенно заметно, наблюдая за реакцией на провал. Люди с фиксированным мышлением страдают от неудачи, потому что им это кажется негативным доказательством их основных талантов, в то время как люди с установкой на рост не боятся совершать ошибки, потому что они понимают, что их производительность может быть улучшена, а обучение происходит от неудачи. Эти два менталитета играют важную роль во всех аспектах жизни человека. Дуэк утверждает, что менталитет роста позволит человеку жить менее напряженной и более успешной жизнью.
Определение Дуэк фиксированного и гибкого мышления из интервью 2012 года
В постоянном мышлении ученики верят, что их основные способности, их интеллект, их таланты — это только фиксированные черты. У них есть определенная сумма, и это все, и тогда их цель — выглядеть умнее все время и никогда не выглядеть тупым. Ученики-менталитеты (с мышлением на рост) понимают, что их таланты и способности могут развиваться благодаря усилиям, хорошему обучению и настойчивости. Они не думают, что все одинаковы или кто-то может быть Эйнштейном, но они считают, что каждый может стать умнее, если они будут работать над этим.
Это важно, потому что (1) люди с теорией «роста», скорее всего, продолжат усердно трудиться, несмотря на неудачи и  (2) теории интеллекта отдельных людей могут быть затронуты тонкими сигналами окружающей среды. Например, дети, получившие похвалу, такие как «хорошая работа, ты очень умный», гораздо более склонны к развитию фиксированного мышления, тогда как такие комплименты, как «хорошая работа, ты очень много работал», будут развивать мышление роста. Другими словами, больше хвалите детей за проявленное упорство, а не за личностные качества, формируя тем самым у них положительное отношение к усилиям.

## Избранные публикации
- Heckhausen, J., & Dweck, C. S. (Eds.). (1998). Мотивация и саморегуляция на протяжении всей жизни . Кембридж: Пресса Кембриджского университета.
- Dweck, C. S. (1999). Само-теории: их роль в мотивации, личности и развитии . Филадельфия: Психологическая пресса.
- Эллиот, AJ, и Dweck, CS (ред.). (2005). Справочник по компетентности и мотивации . Нью-Йорк: Гилфорд.
- Dweck, CS (2006). Mindset: новая психология успеха . Нью-Йорк: Случайный дом. На русском более известна как «Гибкое сознание. Новый взгляд на психологию развития взрослых и детей»
- Dweck, CS (2012). Mindset: Как вы можете реализовать свой потенциал . Констебль и Робинсон Лимитед.